# Aillevans
Aillevans é uma comuna francesa na região administrativa de Borgonha-Franco-Condado, no departamento de Alto Sona. Estende-se por uma área de 5,78 km². Em 2010 a comuna tinha 143 habitantes (densidade: 24,7 hab./km²).